# Берг, Эдди
Эдди Берг (англ. Eddie Berg; род. 8 октября 1992 года) — шведский певец и автор песен. Наиболее известен как фронтмен шведской металкор-группы Imminence. Что примечательно, он также является основателем видеографической студии Liftamountain.

## Биография
Эдди Берг родился 8 октября 1992 года в Швеции. У него была страсть к музыке и кино с самого детства. В возрасте пяти лет он начал играть на скрипке. Удивительно было то, что его семья никак не относилась к музыке, но сам Эдди очень любил музыку.

### Ранние годы
У него была страсть к музыке и кино с самого детства. В возрасте пяти лет он начал играть на скрипке. Сначала он начал петь, когда учился в средней школе. Он работал с несколькими гаражными группами, а затем основал собственную группу Imminence. Эдди был подростком в старшей школе, когда начал писать и создавать музыку для своей группы.

#### Imminence
Во главе с вокалистом и скрипачом Эдди Бергом, гитаристами Харальдом Барреттом и Алексом Арнольдссоном, барабанщиком Питером Ханстремом и басистом Кристианом Хойером была сформирована группа под названием Imminence и с годами стала одной из самых многообещающих групп страны с особенным звучанием, охватывающих все, от металкора до акустической музыки. Основанная Эдди и Харальдом, когда они были ещё подростками, группа органично росла с постоянно расширяющейся фан-базой по всему миру, активно гастролируя по Европе. А особого успеха группа добилась благодаря песне, выпущенной в 2015 году под названием «The Sickness».

## Дискография

### Imminence

#### Студийные альбомы
- I (2014)
- This Is Goodbye (2017)
- Turn The Light On (2019)
- Turn the Light On: Acoustic Reimagination (2020)
- Turn The Light On: Deluxe (2020)
- Heaven In Hiding (2021/2023 [deluxe])
- The Black (2023)

##### EP
- Born Of Sirius (2012)
- Return to Helios (We Are Triumphant Records) (2013)
- Mark on My Soul (2015)